# سمير مامادوف
سمير مامادوف (مواليد 15 مايو 1988) هو ملاكم أذربيجاني، مثّل بلاده في الألعاب الأولمبية الصيفية 2008.

## روابط خارجية
سمير مامادوف على موقع بوكس ريك (الإنجليزية) (registration required)
- سمير مامادوف على موقع اللجنة الأولمبية الدولية (الإنجليزية)
- سمير مامادوف على موقع أوليمبيديا (الإنجليزية)